# علوی اسکندروف
علوی اسکندروف (ترکی آذربایجانی: Ülvi İsgəndərov؛ زادهٔ ۲۴ اکتبر ۱۹۹۷) بازیکن فوتبال است.
از باشگاه‌هایی که در آن بازی کرده‌است می‌توان به باشگاه فوتبال قبله اشاره کرد.
وی همچنین در تیم ملی فوتبال زیر ۲۱ سال جمهوری آذربایجان بازی کرده‌است.